# Barst
Barst is een gemeente in het Franse departement Moselle (regio Grand Est) en telt 483 inwoners (1999). De plaats maakt deel uit van het arrondissement Forbach-Boulay-Moselle.
Opmerking: voor barst in de betekenis van breuk zie Breuk (mechanica)

## Geografie
De oppervlakte van Barst bedraagt 5,8 km², de bevolkingsdichtheid is 83,3 inwoners per km².
De onderstaande kaart toont de ligging van Barst met de belangrijkste infrastructuur en aangrenzende gemeenten.

## Demografie
Onderstaande figuur toont het verloop van het inwonertal (bron: INSEE-tellingen).